# Vannella danica
Vannella danica – gatunek ameby należący do rodziny  Vannellidae z supergrupy Amoebozoa według klasyfikacji Cavaliera-Smitha.
Nowy gatunek opisany w 2002 roku przez Smirnowa i innych. Pierwotnie uznany za V. simplex.
Forma pełzająca jest kształtu półokrągłego albo wachlarzatowatego. Hialoplazma zajmuje około połowę całkowitej długości pełzaka, tylny koniec ciała trójkątny. Osobnik dorosły osiąga wielkość 25–50 μm. Posiada pojedyncze jądro o średnicy około 7 μm z centralnie lub lekko ekscentrycznie umieszczonym jąderkiem o średnicy 4 μm.
Cysty zaokrąglone, posiadają 16–26 μm średnicy. Ściana cysty pojedyncza o grubości 1,1–1,8 μm.
Występuje w morzu bałtyckim.